# Sylwan (biskup koptyjski)
Sylwan (ur. 24 września 1953) – duchowny Koptyjskiego Kościoła Ortodoksyjnego, od 2013 opat monasteru św. Pachomiusza.

## Życiorys
22 marca 1978 złożył śluby zakonne w monasterze św. Paisjusza. Święcenia kapłańskie przyjął 30 marca 1978. Sakrę biskupią otrzymał 30 maja 1999 jako biskup pomocniczy Kairu. 16 listopada 2013 został mianowany opatem monasteru św. Pachomiusza.